# Lost in the Fire
"Lost in the Fire" es el título de una canción del disc jockey francés Gesaffelstein en colaboración con el cantautor canadiense The Weeknd. Escrito por Abel Tesfaye, Ahmad Balshe, Robin Weisse, Nate Donmoyer y producido por Mike Lévy y Jason Quenneville,  el sencillo fue lanzado al mercado el 11 de enero de 2019 como la segunda pista del próximo álbum de estudio de Gesaffelstein, Hyperion (2019).

## Antecedentes y lanzamiento
Un par de meses después del lanzamiento del EP de The Weeknd, "My Dear Melancholy,",  donde ambos colaboraron en los sencillos "I Was Never There" y "Hurt You", Gesaffelstein lanzó el primer sencillo titulado "Reset", que formaría parte de su segundo álbum de estudio Hyperion. Tras el lanzamiento del sencillo en noviembre de 2018, ambos artistas comenzaron a bromear de forma independiente con los fanáticos sobre sus próximos proyectos, con The Weeknd compartiendo varias tomas de él mismo trabajando en el estudio a través de plataformas de redes sociales y Gesaffelstein compartiendo imágenes de posibles ilustraciones de Hyperion a través de Vallas publicitarias y sus respectivas cuentas en redes sociales. En la segunda semana del 2019, tanto Gesaffelstein como The Weeknd anunciaron un sencillo colaborativo titulado "Lost in the Fire". Con ambos artistas publicando más tomas del video musical de la canción hasta su lanzamiento oficial el 11 de enero de 2019.

## Letra y controversia
Charles Holmes, de Rolling Stone, describió la letra de la canción como "una sencilla canción de Weeknd, en la línea entre el amor épico y la lujuria neurótica, como lo suele hacer". También mencionando cómo en la canción, Tesfaye está de luto por la pérdida de un compañero en un verso, mientras que en el siguiente promete satisfacer sexualmente a su compañero. Con las mujeres específicas a las que se refiere, posiblemente sea la modelo y novia suya Bella Hadid. Holmes también menciona en el artículo, cómo en la parte donde dice "Y solo quiero un bebé con el correcto / porque nunca podría ser el que oculte uno", podría haber una referencia a Drake con respecto a la controversial revelación de su hijo que ocurrió como resultado de la disputa de rap entre él y Pusha T. Otros autores también vieron la posibilidad de que las letras también fueran una oportunidad para el rapero.
El segundo verso de la canción, con las líneas "Dijiste que te gustaban las chicas, dijiste que estabas pasando por una fase / Manteniendo tu corazón seguro / Bueno, bebé, puedes traer a una amiga / Ella puede subirse a tu cara / Mientras te follo directamente", también causó controversia, llamándome homofóbico y misógino, así como por perpetuar el estereotipo de que una persona, en este caso una mujer, puede ser "rectificada".

## Videos musicales
Después de haberse lanzado un teaser de 11 segundos el 7 de enero de 2018, dos videos musicales se lanzaron junto con el sencillo el 11 de enero de 2019, el primero de los dos fue un video vertical exclusivo de Spotify. Lo que lo colocó en el top de la lista de reproducción "Today's Top Hits" del servicio de streaming después del lanzamiento de la canción. El segundo de los dos fue el video musical oficial del sencillo, que fue lanzado en el canal de YouTube de Gesaffelstein, lugar donde se había subido el teaser anteriormente mencionado. En el video se ve a The Weeknd realizando diversos movimientos de baile y posturas a lo largo de escenas acompañadas de un fondo oscuro con Gesaffelstein parado junto a The Weeknd. Los críticos señalaron el video como oscuro y de moda. Fue dirigido por Manu Cossu.

## Listas
| Lista (2019)                                | Mejor posición |
| ------------------------------------------- | -------------- |
| Australia (ARIA)                            | 25             |
| Bélgica (Flandes) (Ultratip Bubbling Under) | 16             |
| Bélgica (Valonia) (Ultratip Bubbling Under) | 36             |
| Finlandia (OFC)                             | 9              |
| Alemania (Media Control AG)                 | 49             |
| Ireland (IRMA)                              | 19             |
| Países Bajos (Mega Single Top 100)          | 77             |
| New Zealand Hot Singles (RMNZ)              | 2              |
| Norway (VG-lista)                           | 23             |
| Escocia (Scottish Singles Sales Chart)      | 51             |
| Sweden (Sverigetopplistan)                  | 9              |
| Reino Unido (UK Singles Chart)              | 9              |
| Venezuela (National Report)                 | 22             |

## Historial de lanzamientos
| Región         | Fecha               | Formato                    | Discográficas | Ref.   |
| -------------- | ------------------- | -------------------------- | ------------- | ------ |
| Estados Unidos | 11 de enero de 2019 | Descarga digital Streaming | Columbia      | [ 25 ] |
| Estados Unidos | 11 de enero de 2019 | Rhythmic contemporary      | Columbia      | [ 26 ] |
| Estados Unidos | 11 de enero de 2019 | Contemporary hit radio     | Columbia      | [ 26 ] |